# Prensa Aldina

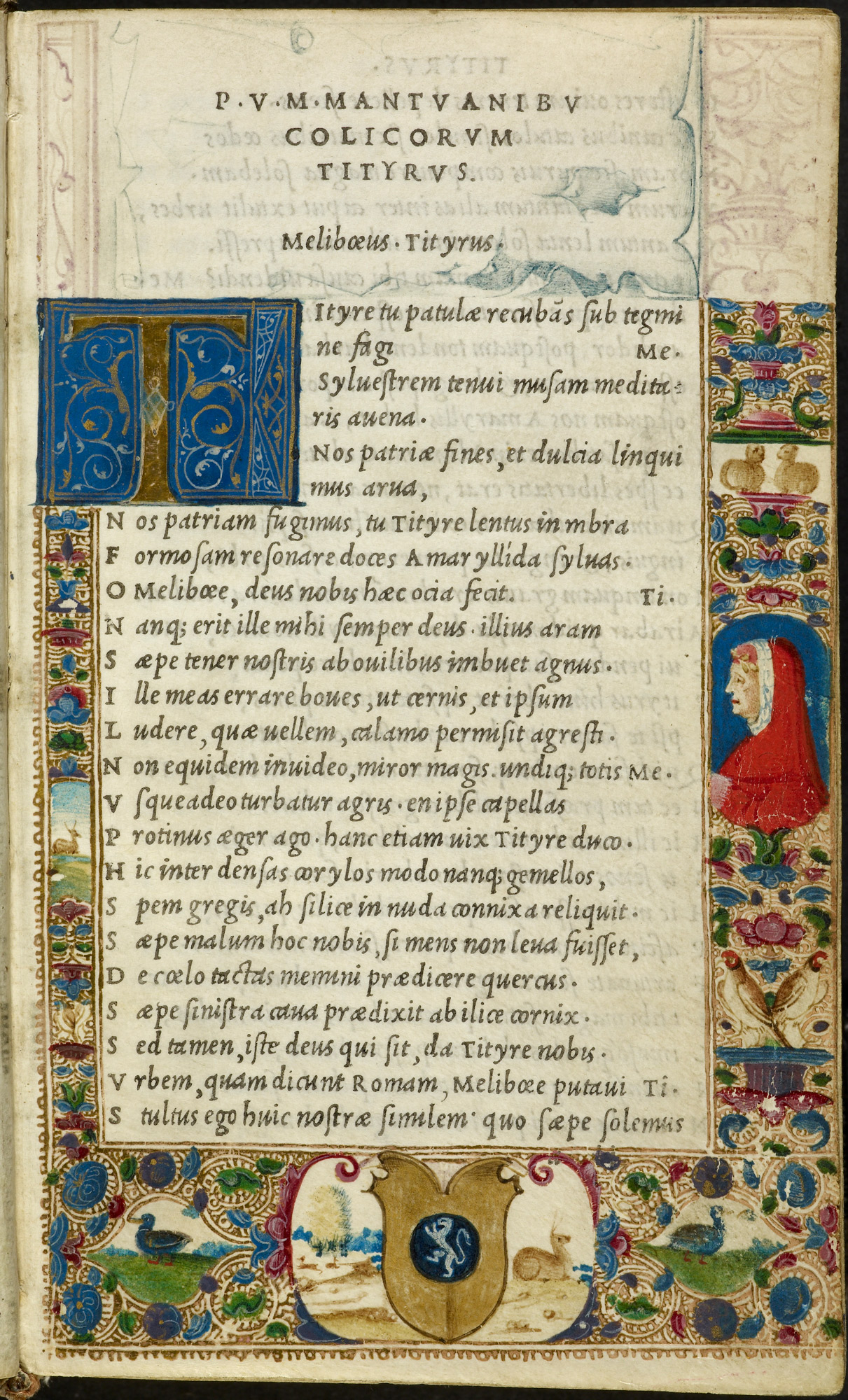
Página do Aldina Virgílio de 1501, a primeira das oitavas padrão Aldinas. Biblioteca Britânica

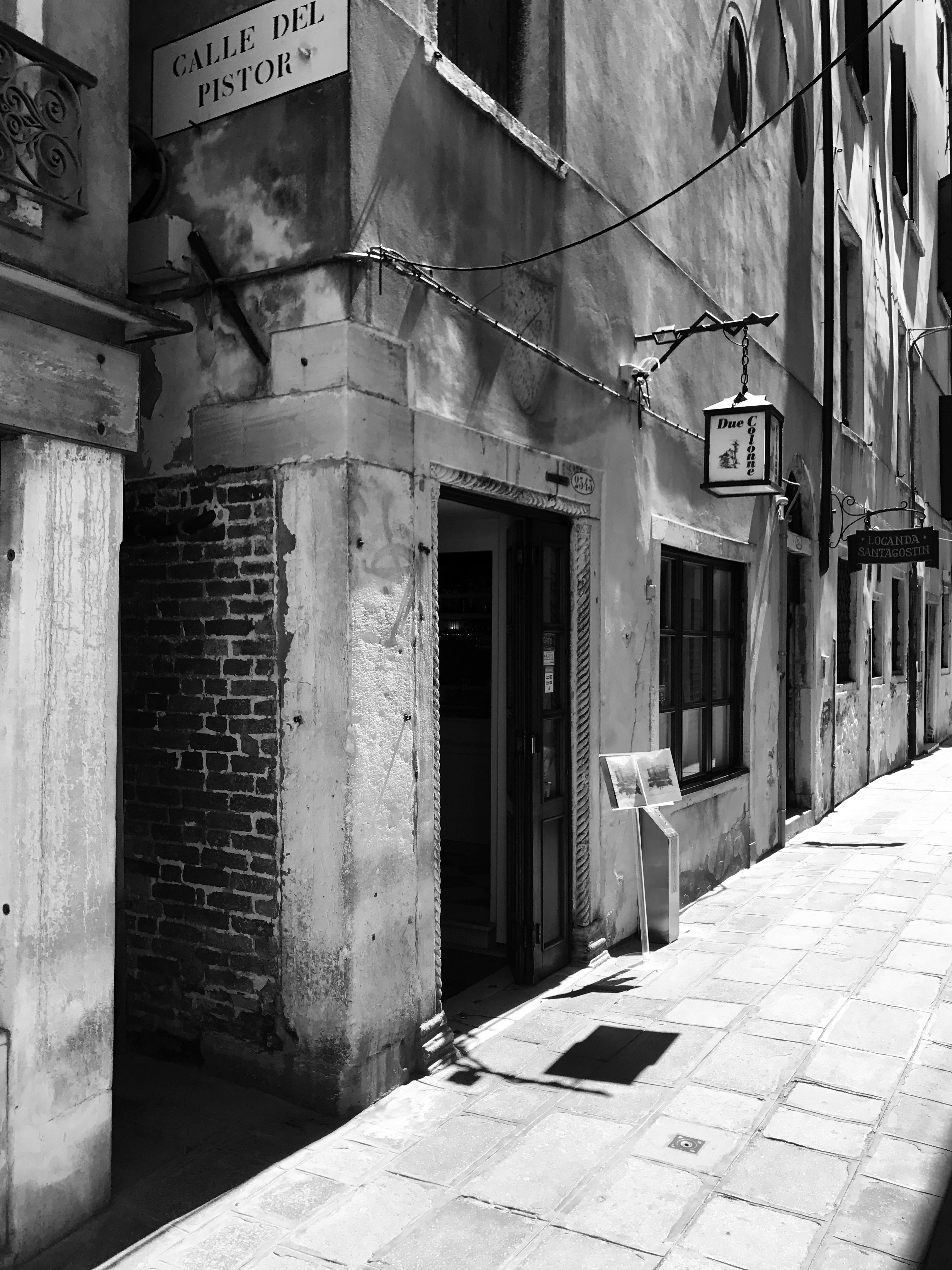
A verdadeira primeira localização da Prensa Aldina, civico número 2343 Calle della Chiesa, San Polo no campo Sant'Agostin, Veneza

A Prensa Aldina foi a gráfica fundada por Aldus Manutius em 1494 em Veneza, de onde foram publicadas as célebres edições aldinas dos clássicos (obras-primas latinas e gregas, além de algumas obras mais modernas). O primeiro livro datado e impresso com o seu nome surgiu em 1495.
A Prensa Aldina é famosa na história da tipografia, entre outras coisas, pela introdução do itálico . A gráfica foi a primeira a imprimir livros impressos no pequeno tamanho oitavo, semelhante ao de um livro de bolso moderno, e destinado à portabilidade e facilidade de leitura.:82–84 De acordo com Curt F. Bühler, a imprensa imprimiu 132 livros durante vinte anos de atividade sob Aldus Manutius. Após a morte de Manutius em 1515, a imprensa foi continuada pela sua esposa Maria e o seu pai Andrea Torresani, até que o filho de Manutius, Paulus (1512–1574) a assumiu. O seu neto Aldus Manutius, o Jovem, dirigiu a gráfica até à sua morte em 1597. Hoje, os livros antigos impressos pela Prensa Aldina em Veneza são chamados de Aldinas, assim como as formas de letras e fontes pioneiras da Prensa Aldina.
A imprensa gozava do monopólio das obras impressas em grego na República de Veneza, o que lhe conferia efetivamente proteção de direitos autorais. A proteção fora da República, no entanto, era mais problemática. A empresa mantinha uma agência em Paris, mas o seu sucesso comercial foi afetado por muitas edições falsificadas, produzidas em Lyon e em outros lugares.